# Une fête schtroumpfante
Une fête schtroumpfante (titre original : Les Schtroumpfs et le Grand Lapin) est la vingt-cinquième histoire de la série Les Schtroumpfs de Peyo. Elle est publiée pour la première fois dans le journal Spirou, du no 2334 au no 2335, puis dans l'album Le Bébé Schtroumpf en 1984.

## Résumé
Par un beau matin, les Schtroumpfs décident d'organiser une petite fête. Les préparations vont bon train. Un Schtroumpf prépare des confettis et l'un d'eux est emporté par le vent... jusqu'à la masure de Gargamel. Ce dernier décide de s'inviter à la fête des Schtroumpfs. Il se déguise en lapin et se promène en forêt à la recherche d'un Schtroumpf qui lui proposera une invitation. Mais les Schtroumpfs ne sont pas dupes et reconnaissent Gargamel. Ils jouent le jeu et le guident jusqu'au village. À leur arrivée, ils aspergent Gargamel d'une solution à base d'amidon. Gargamel ne peut plus bouger. Les Schtroumpfs s'amusent à ses dépens pendant la fête... jusqu'à ce qu'il se mette à pleuvoir.

## Publications
Cet épisode est publié pour la première fois dans le journal Spirou, du no 2334 au no 2335 (1983) sous le titre Les Schtroumpfs et le grand lapin, puis dans l'album Le Bébé Schtroumpf en 1984.